# Claude Pithois
Claude Pithois, né le 13 mai 1930 à Rennes et mort le 23 juin 2016 à Coutances, est un écrivain et historien régionaliste français.
Ses publications régionales concernent le Cotentin (département de la Manche).

## Publications
- Reflets du Second Empire, Éditions Regain, Monte-Carlo, 1957[1].
- Le Val de Saire, La Dépêche, Cherbourg, 1964 ; Réédité en 1973 et 1974 (Éditions Arnaud-Bellée, Coutances).
- La Hague (Le pays sculpté par le vent), 1966 ; Réédité en 1973 (Éditions Arnaud-Bellée, Coutances), puis en 1985.
- Le Dernier des croquants, Éditions T.M.T., Paris, 1966 (Prix Lubomirski 1967).
- Le Double Jeu, Éditions Arnaud-Bellée, Coutances 1971.
- Légendes du Cotentin, Éditions Arnaud-Bellée, Coutances, 1972 ; réédité en 1977, puis en 2002 (Éditions Charles Corlet, Condé-sur-Noireau).
- Brix, berceau des Rois d'Écosse, Éditions Charles Corlet, Condé-sur-Noireau, 1980 ; réédité en 2002 (Éditions Charles Corlet, Condé-sur-Noireau).
- De Normandie au trône d'Écosse : La saga des Bruce, Éditions Charles Corlet, Condé-sur-Noireau, 1998 ; réédité en 2002 (Éditions Charles Corlet, Condé-sur-Noireau)[2].

## Postérité
Une rue de Brix porte son nom.